# CD6
La glicoproteina CD6 è una proteina transmembrana di 105 o 130 kDa. Presente sui linfociti T, timociti e una piccola popolazione di linfociti B e T periferici.
La proteina appartiene come CD5 alla superfamiglia dei recettori Scavenger. La sua porzione extracitoplasmatica è altamente glicosilata e costante mentre la parte cellulare può subire 3 splicing alternativi.
Probabilmente l'interazione di questa proteina con una controparte ancora sconosciuta dà un segnale attivatorio sui linfociti T. La molecola fa sicuramente parte di un insieme di proteine che hanno un ruolo nella complessa interazione tra timocita e cellula epiteliale timica.
Il legame con CD3 produce un flusso di Calcio che aumenta l'attivazione dei linfociti T; mentre il legame con il TCR produce una iperfosforilazione in treonina e serina.
La proteina è presente sui linfociti T in caso di sviluppo di GVHD (al contrario di CD5) ed anticorpi anti CD6 sono stati usati come farmaco biologico per trattare la condizione.
È anche conosciuta come T12.
Interagisce con ALCAM.